# Rugby-Ligasystem in Deutschland
Das Rugby-Ligasystem in Deutschland beschreibt die Einteilung der deutschen Rugby-Union-Ligen. Dabei handelt es sich um ein durch Aufstieg und Abstieg verzahntes hierarchisches System auf vier Spielebenen, das an der Spitze zum Deutschen Rugby-Meister führt.

## Ligapyramide

### Ebene 1 - 1. Bundesliga
| Spielklasse                           | Spielklasse                           |
| ------------------------------------- | ------------------------------------- |
| 1. Bundesliga Nord/Ost 8 Mannschaften | 1. Bundesliga Süd/West 8 Mannschaften |

### Ebene 2 - 2. Bundesliga
| Spielklasse                       | Spielklasse                      | Spielklasse                       | Spielklasse                      |
| --------------------------------- | -------------------------------- | --------------------------------- | -------------------------------- |
| 2. Bundesliga Nord 8 Mannschaften | 2. Bundesliga Ost 8 Mannschaften | 2. Bundesliga West 8 Mannschaften | 2. Bundesliga Süd 8 Mannschaften |

### Ebene 3 – Regionalliga
Die Zuständigkeit für die Organisation liegt in der Hand der jeweiligen Spielkommission. Die Spielkommissionen entstehen durch eine Aufgabendelegation der beteiligten Landesverbände.
| Spielklasse            | Spielklasse                                                  | Spielklasse                                                                                  | Spielklasse              | Spielklasse          | Spielklasse              |
| ---------------------- | ------------------------------------------------------------ | -------------------------------------------------------------------------------------------- | ------------------------ | -------------------- | ------------------------ |
| RL NORD 8 Mannschaften | RL NORDOST Staffel A 6 Mannschaften Staffel B 6 Mannschaften | RL WEST Rheinland 6 Mannschaften Westfalen 6 Mannschaften Rheinl.-Pfalz / Lux 6 Mannschaften | RL HESSEN 8 Mannschaften | RL BW 8 Mannschaften | RL BAYERN 8 Mannschaften |

### Ebene 4 – Verbandsliga
Die Ebene 4 wird durch die jeweiligen Landesverbände eigenständig durchgeführt und betreut.
| Spielklasse                                                                        | Spielklasse                     | Spielklasse                    | Spielklasse                                                                |
| ---------------------------------------------------------------------------------- | ------------------------------- | ------------------------------ | -------------------------------------------------------------------------- |
| Verbandsliga Nord Staffel Nord-Ost 6 Mannschaften Staffel Nord-West 6 Mannschaften | Verbandsliga NRW Turnierbetrieb | Verbandsliga BW Turnierbetrieb | Verbandsliga Bayern Staffel Nord 6 Mannschaften Staffel Süd 6 Mannschaften |

## Organisation und Lizenzierung
Die Lizenzvergabe für die Bundesliga mit Meisterschaft, DRV-Pokal und Liga-Pokal erfolgt durch den Deutschen Rugby-Verband und für die untergeordneten Ligen durch die Landesverbände.
Die Zuständigkeit für die Organisation des Spielbetriebes in der Bundesliga hat der Deutsche Rugby-Verband an den Rugby-Bundesligaausschuss delegiert. Dieser Ausschuss besteht aus allen 48 Bundesligavereinen sowie Vertretern des Verbands. Alle anderen Ligen sind in der Hand der Landesverbände oder deren geschaffenen Institutionen.

## Spielbetrieb  2012/13 – 2014/15
Mit der Reform der Bundesliga im Jahr 2012 wurde die starre Trennung zwischen 1. und 2. Bundesliga aufgehoben. Entgegen anderen Sportarten bestand die Rugby-Bundesliga nun aus mehreren Phasen, in denen es dazu kam, dass Mannschaften der 1. und 2. Liga gegeneinander spielten.
Dieser Spielbetrieb der Bundesliga mit Meisterrunde, DRV-Pokal und Liga-Pokal hatte nur drei Jahre bestand. Die Bundesliga wurde dabei in vier regionale Gruppen geteilt. Es gab Nord, Ost, Süd und West. Zu Beginn spielte jede Mannschaft in ihrer regionalen Gruppe. Im Anschluss wurden die Mannschaften in einer Qualifikationsphase aufgeteilt. Dort wurde in zwei Staffeln Nord/Ost und Süd/West gespielt. Am Ende nach Ermittlung der Abschlusstabelle wurde in einer KO-Runde im Überkreuz-Vergleich der Pokalsieger ermittelt.
Je nachdem für welchen Pokal man sich qualifiziert hatte, entstanden unterschiedliche Auswirkungen auf den Auf- und Abstieg. Teilnehmer der Meisterrunde konnten nicht absteigen. Eine Mannschaft stieg in die 1. Bundesliga auf, wenn höchstens eine weitere Mannschaft aus der gleichen regionalen Gruppe vor ihr platziert war. Demzufolge stieg eine Mannschaft in die 2. Bundesliga ab, wenn mindestens zwei Mannschaften aus der gleichen regionalen Gruppe vor ihr platziert waren. Eine Mannschaft stieg aus der 2. Bundesliga ab, wenn mindestens zwei weiteren Mannschaft aus der gleichen regionalen Gruppe vor ihr platziert waren.
| Spielklasse | Spielklasse | Spielklasse |
| --- | --- | --- |
| Phase 1 – Regionale Vorrunde | Phase 2 – Qualifikationsphase | Phase 3 – Finalspiele (KO-Runde) |
| 1. Bundesliga Nord/Ost/Süd/West 24 Mannschaften (6 pro Region) Platz 1-3: Meisterrunde Platz 4-5: Relegation zur Meisterrunde Platz 6: DRV-Pokal 2. Bundesliga Nord/Ost/Süd/West 24 Mannschaften (6 pro Region) Platz 1-2: DRV-Pokal Platz 3-6: Liga-Pokal | Meisterrunde (Nord vs. Ost/Süd vs. West) 16 Mannschaften (8 pro Staffel) Platz 1-2: Viertelfinale Platz 4-6: Achtelfinale Platz 7–8: scheidet aus Pokal aus DRV-Pokal (Nord vs. Ost/Süd vs. West) 16 Mannschaften (8 pro Staffel) Platz 1-2: Viertelfinale Platz 4-6: Achtelfinale Platz 7–8: scheidet aus Pokal aus Liga-Pokal (Nord vs. Ost/Süd vs. West) 16 Mannschaften (8 pro Staffel) Platz 1-2: Viertelfinale Platz 4-6: Achtelfinale Platz 7–8: scheidet aus Pokal aus | Meisterrunde (Nord vs. Ost/Süd vs. West) 12 Mannschaften Finale (Gewinner – Deutscher Meister) Halbfinale/Viertelfinale Achtelfinale DRV-Pokal (Nord vs. Ost/Süd vs. West) 12 Mannschaften Finale (Gewinner – DRV-Pokal Meister) Halbfinale/Viertelfinale Achtelfinale Liga-Pokal (Nord vs. Ost/Süd vs. West) 12 Mannschaften Finale (Gewinner – Liga-Pokal Meister) Halbfinale/Viertelfinale Achtelfinale |